# Luré
Luré é uma comuna francesa na região administrativa de Auvérnia-Ródano-Alpes, no departamento de Loire. Estende-se por uma área de 6,23 km². Em 2010 a comuna tinha 143 habitantes (densidade: 23 hab./km²).